# (4843) Mégantic
(4843) Megantic, désignation internationale (4843) Mégantic, est un astéroïde de la ceinture principale.

## Description
(4843) Megantic est un astéroïde de la ceinture principale. Il fut découvert le 28 février 1990 à La Silla par Henri Debehogne. Il présente une orbite caractérisée par un demi-grand axe de 3,09 UA, une excentricité de 0,12 et une inclinaison de 11,0° par rapport à l'écliptique.

## Compléments